# لیندا لا پلانت
لیندا لا پلانت (انگلیسی: Lynda La Plante؛ زادهٔ ۱۵ مارس ۱۹۴۳) مؤلف، فیلم‌نامه‌نویس و بازیگر اهل بریتانیا است. وی از سال ۱۹۶۴ میلادی تاکنون مشغول فعالیت بوده‌است.
از فیلم‌ها یا برنامه‌های تلویزیونی که وی در آن نقش داشته‌است، می‌توان به قرارداد نقشه‌کش، بلا مافیا، محاکمه و مجازات، حرفه‌ای‌ها، سوئینی اشاره کرد.
وی همچنین برندهٔ جوایزی همچون جایزه ادگار شده‌است.